# Велёвесь (Тарнобжег)

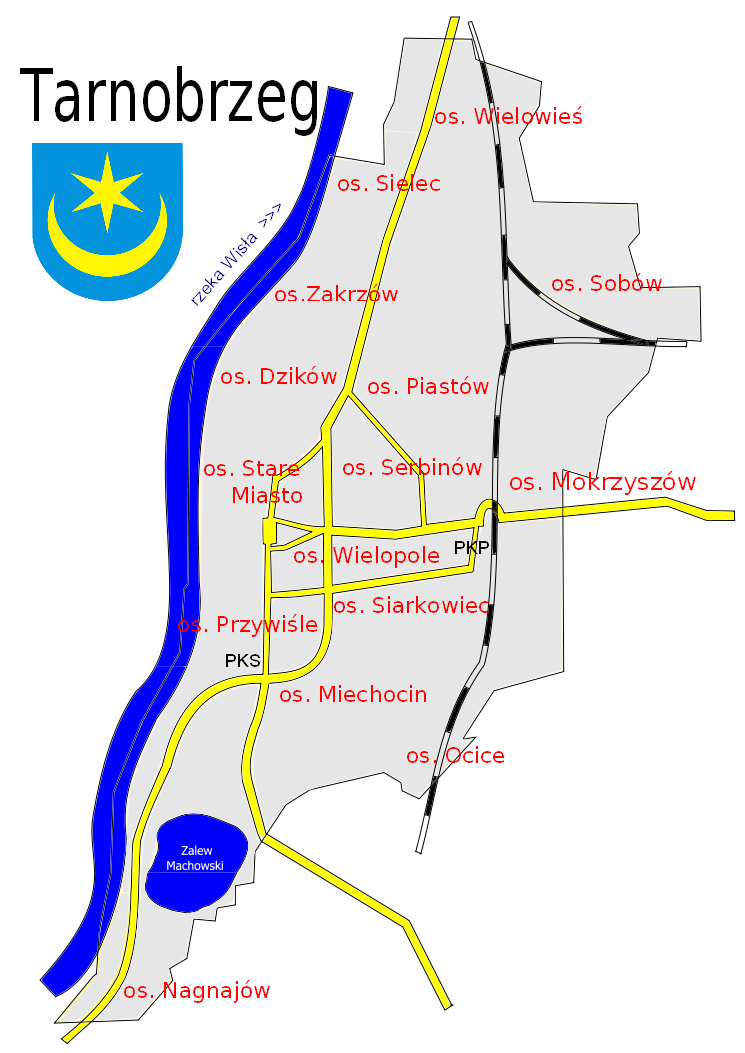
Расположение района на карте Тарнобжега, см. os. Wielowieś

Велёвесь (пол. Wielowieś) — район (оседле) Тарнобжега, расположенный в северной части города. Административно граничит с тарнобжегским районами Сельце, Собувом и городом Сандомир. Численность населения района составляет около 1500 человек.

## История
Село Велёвесь было основано в XI веке. Впервые оно упоминается в хрониках Яна Длугоша под латинским названием «Magnavilla». В это время село было собственностью шляхетского рода Мондростков. В 1215 году в селе был основан приход, который входил в состав краковской епархии.
В 1861 году в Велёвесе был основан монастырь женской католической конгрегации Сестёр-доминиканок.
В 1975 году Велёвесь вошла в состав Тарнобжега.
Несмотря на то, что район Велёвесь является городским районом, он сохранил до настоящего времени характерные черты сельского населённого пункта. До 90-х годов на его территории на Велёвеся находилось серное производство.

## Транспорт
Велёвесь связана с центром Тарнобжега автобусом № 11.

## Достопримечательности

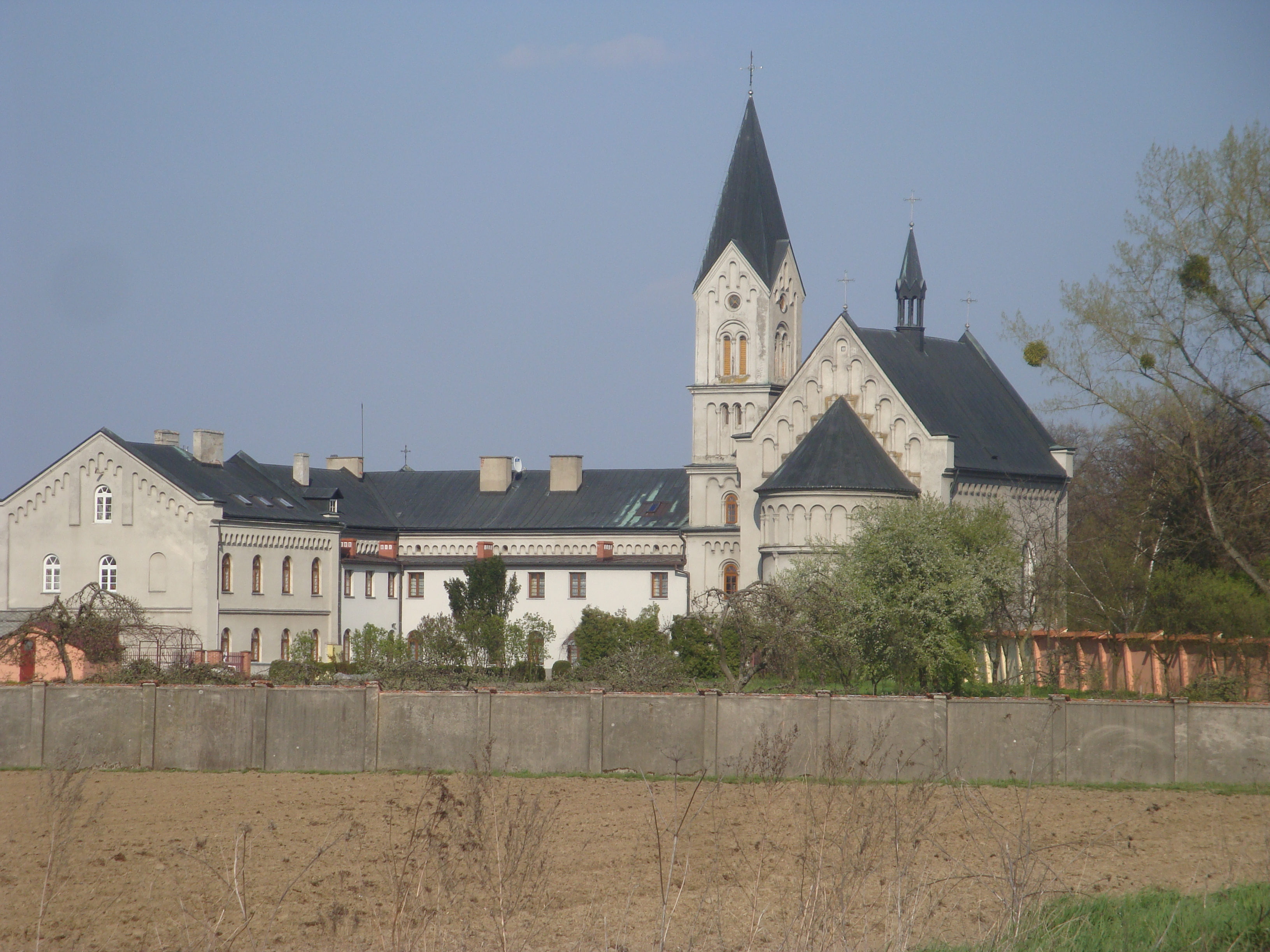
Монастырь доминиканок

- Церковь Святой Гертруды и Святого Михаила Архангела — памятник культуры Свентокшиского воеводства. Построена в 1884 году.
- Монастырь доминиканок.

## Известные жители и уроженцы
- Роза Колумба Бялецкая (1838—1887), основательница женской монашеской конгрегации «Сёстры-Доминиканки», слуга Божия;
- Фердинанд Курась (1871—1929), польский поэт;
- Станислав Пентак (1909—1964), польский поэт и прозаик;
- Рафал из Тарнова (1330 - 1372/1373), основатель велёвесско-дзиковской линии шляхетского рода Тарновских.
- Мария Юлия Родзиньская (1899—1945), блаженная.